# جيروم مكارثي
جيروم مكارثي (بالإنجليزية: Jerome McCarthy)‏ هو لاعب كرة قدم جنوب أفريقي في مركز نصف الجناح، ولد في 6 أبريل 1973. شارك مع منتخب جنوب أفريقيا لكرة القدم. أما مع النوادي، فقد لعب مع مانينغ رانغيرز ‏.

## وصلات خارجية
- جيروم مكارثي على موقع قاعدة بيانات كرة القدم.إي يو (الإنجليزية)
- جيروم مكارثي على موقع ناشيونال فوتبول تيمز (الإنجليزية)